# Wojciech Tuszko
Wojciech Tuszko (ur. 25 grudnia 1921 w Warszawie, zm. 17 czerwca 2021) – polski artysta fotograf. Członek rzeczywisty (w Okręgu Warszawskim) i członek honorowy  Związku Polskich Artystów Fotografików. Wiceprzewodniczący sekcji Fotografii Naukowej ZPAF. Członek honorowy Stowarzyszenia Twórców Fotoklubu Rzeczypospolitej Polskiej. Sekretarz Rady Federacji Amatorskich Stowarzyszeń Fotograficznych w Polsce. Autor i tłumacz wielu publikacji książkowych oraz artykułów o fotografii.

## Życiorys
Wojciech Tuszko dr chemii (syn Michaliny z Bartodziejskich i Edwarda Tuszko) fotografował od czasów przedwojennych. Był absolwentem Politechniki Łódzkiej, w 1950 roku podjął pracę asystenta na Wydziale Chemii Organicznej Politechniki Łódzkiej. Od 1951 roku do 1957 był asystentem Wydziału Chemii Organicznej Uniwersytetu Warszawskiego. Od 1957 roku do 1968 był pracownikiem Instytutu Chemii Organicznej Polskiej Akademii Nauk.
W 1968 roku podjął pracę kierownika Laboratorium Obróbki Materiałów Światłoczułych w Laboratorium Badawczym Warszawskich Zakładów Fotochemicznych Foton, kierował również Pracownią Fotograficzną w Instytucie Geodezji i Kartografii w Warszawie. W latach 70. pełnił funkcję sekretarza Rady Federacji Amatorskich Stowarzyszeń Fotograficznych w Polsce oraz (do 1982 roku) był zastępcą kierownika w Ośrodku Rozwoju Techniki Fotograficznej Centralnego Związku Spółdzielczości Pracy w Warszawie. W 1981 roku przeszedł na emeryturę.
Wojciech Tuszko był autorem wielu publikacji w specjalistycznej prasie fotograficznej. W latach 1953–1974 pracował w magazynie Fotografia, od 1975 roku współpracował m.in. z magazynem fotograficznym Foto, od lat 90. XX wieku współpracował z miesięcznikiem Foto Kurier, pisząc m.in. recenzje o wystawach fotograficznych. Współpracował również m.in. z czasopismami takimi jak Horyzonty Techniki oraz Młody Technik.
W 1995 roku Wojciech Tuszko został członkiem honorowym Związku Polskich Artystów Fotografików (legitymacja nr 703). Uczestniczył w licznych prelekcjach, spotkaniach, sympozjach, warsztatach fotograficznych, odbywających się w Polsce i za granicą (m.in. w Czechach, Niemczech, Związku Radzieckim). Brał udział w pracach jury wielu krajowych i międzynarodowych konkursów fotograficznych – takich jak Diastar czy Pentacon-ORWO. W 2013 roku obchodził jubileusz 60-lecia pracy publicystycznej. W dniu 28 stycznia 2016 roku – w wieku 94 lat pokazał swoje zdjęcia po raz pierwszy na wystawie indywidualnej, której organizatorem był wnuk Wojciecha Tuszko – Feliks Tuszko, kurator Pracowni Duży Pokój w Warszawie – we współpracy z Towarzystwem Inicjatyw Twórczych. W dniu 4 stycznia 2017 roku archiwum fotografii Wojciech Tuszko (ok. 60 tysięcy zdjęć zrobionych w latach 1953–2002), które w zdecydowanej większości powstało na potrzeby ilustracji do artykułów – zostało przekazane przez autora do zbiorów Narodowego Archiwum Cyfrowego.
Został pochowany 29 czerwca 2021 na Starych Powązkach w Warszawie.

## Wystawy indywidualne
- Wojciech Tuszko Debiut (2016)[22][11][12][23]

## Odznaczenia
- Złoty Krzyż Zasługi
- Medal im. Jana Bułhaka

Źródło

## Publikacje (książki)
- Powiększenie fotograficzne. Wydawnictwo Artystyczne i Filmowe 1976 (autor)[24]
- Robimy przeźrocza (autor)
- O radości i fotografii – Antyporadnik fotograficzny. Centralny Ośrodek Metodyki Upowszechniania Kultury 1986 (współautor z Jerzym Buszą)
- Feliks Tuszko, Wojciech Tuszko, Fotograf. Warszawa, Narodowe Archiwum Cyfrowe 2020[25]

Źródło

## Publikacje przetłumaczone (książki)
- Jak robić lepsze video (autor)
- Wszystko o fotografii. Wydawnictwo Arkady 1984 (autor)
- Fototechnika (współautor)
- Jak lepiej fotografować (współautor)[27]

Źródło